# Empoasca brachylaminata
Empoasca brachylaminata är en insektsart som beskrevs av Rowland Southern 1982. Empoasca brachylaminata ingår i släktet Empoasca och familjen dvärgstritar. Inga underarter finns listade i Catalogue of Life.